# 超劇場版ケロロ軍曹3 ケロロ対ケロロ天空大決戦であります!
『超劇場版ケロロ軍曹3 ケロロ対ケロロ天空大決戦であります!』（ちょーげきじょうばんケロロぐんそうスリー ケロロたいケロロてんくうだいけっせんであります!）は、日本のアニメーション映画。2008年3月1日に公開された、劇場版『ケロロ軍曹』の第3弾作品。上映時間は約96分。同時上映は『武者ケロ お披露目!戦国ラン星（スター）大バトル!』。
2008年7月25日には通常版と豪華版の2バージョンからなるDVDが発売された。2009年3月23日にBSジャパンで初めてテレビ公開された。テレビ東京開局45周年記念作品。

## 登場人物
- ケロロ軍曹：渡辺久美子
- 日向冬樹：川上とも子
- タママ二等兵：小桜エツ子
- ギロロ伍長：中田譲治
- クルル曹長：子安武人
- ドロロ兵長：草尾毅
- 日向夏美：斎藤千和
- 日向秋：平松晶子
- サブロー：石田彰
- 西澤桃華：池澤春菜
- アンゴル=モア：能登麻美子
- 東谷小雪：広橋涼
- 556：檜山修之
- ラビー：金田朋子
- 吉岡平正義：下野紘
- ナレーション：藤原啓治

## 劇場版のみの登場人物
ダークケロロ
声 - 渡辺久美子
謎の空中都市とともに地球を侵略するために現れたケロロに似た謎のケロン人。外見はケロロとほぼ同じだが、目元にくまのようなマークがあり、黒目の部分が赤く、口元・お腹周り・帽子の星は黒く、帽子そのものは白い。また、ケロロより体色の緑が濃く、血の様に赤いマントを身に着けている。一人称は「吾（われ）」。
その正体は古代ケロン人の侵略兵器・第三のキルルが生み出した超詰め込み教育がなされたケロロのクローン。自らを「ケロロ大軍曹」と呼び、世界各地に飛ばした発信機から発せられたヒレフセヨオーラで、たった二分で地球を侵略することを宣言する。
しかし、ケロロと冬樹たちの種族を超えた絆の力が理解できず冬樹に自らの部下となるように問うが断られ、その後現れたオリジナルのケロロと戦闘するも、割り込んだコアファイターとの衝突により撃墜。部下への命令も無視され、最大パワーのスーパーアンチバリアをも破られ憤り、巨大ケロロ像を起動するも、ケロロと冬樹の行動を見て自らの間違いを認め自らの手で、キルル封印を決意する。
キルル封印後は共に消滅すると思われたが、"支配者"という人格が完全に消える形で生存し、宇宙へと旅立つことを決める。エンディングでは、地球と酷似する星に降り立って日向姉弟そっくりの異星人に発見されるという本編第1話のケロロと同様の形で締め括られた。
なおダークケロロという名称は、本作ではED時の宇宙船のネームプレートに「DK-66」での表記のみに留まっており、キャラクターからの直接の呼称・記載はされていない。
ナスカ
声 - 福田沙紀
マチュピチュ遺跡で目を覚ました謎の少女。冬樹とケロロ小隊がマチュピチュを訪れていた際に冬樹と出会う。金髪碧眼で、髪型はツインテール。背中に白い翼を持つ。その正体はミルルで、ケロロと冬樹が第三のキルルを封印するのにふさわしいか見定めていたために擬態していた姿。
デザインおよび名前の元ネタは、吉崎観音の短編漫画『2021』に登場するナスカ。
ミルル
声 - 堀江由衣
ダークケロロのサポート役を務める女ケロン人。ケロロと冬樹達の間にある「特別な繋がり」の正体を解明する為の実験として、洗脳された夏美と小雪に殺し合いをさせるなど、可愛らしい見かけとは裏腹に冷酷な一面を持つ。頭脳明晰で、そのハッキング能力はクルルに匹敵するほど。
ピンクの体色が特徴で、見た目が通常の幼少ケロン人とは異なり、尻尾が羽のようになっている。またナスカが身につけている服と似た服を着ていて、額と服のマークは黒と赤の逆三角形になっている。さらに帽子には猫耳のような部分がある。
その正体は「自動判別型究極侵略兵器【キルミラン】」のうちの第3のキルルと対をなす“審判を下す者”。初代劇場版にて登場したミララとは同一の製法でもって誕生した個体同士であり、その性能上彼女とは容姿も似ているが、彼女は第三のキルルが作り出した皇帝を見極める役割も背負っている。
シヴァヴァ
声 - 高山みなみ
ダークケロロに雇われた孤高の兵士。熱血漢で、とにかく暴れるのが大好き。自称「仰天大聖」。「仰天大聖」の由来は孫悟空の「斉天大聖」からだが、別の孫悟空っぽく話し、名乗りや決めポーズも欠かさない。
体色は赤色で頭とお腹周りにはマークの代わりに金色の輪を身に着けている。また自分の体よりも長い棒を持って戦う。攻撃方法はその棒での突き・打撃、そして手から発射する光弾。棒からも発射できる。一人称は「オラっち」。笑い声は「シ～ッヴァシヴァシヴァ」。
劇中では明らかにはされなかったが、後に原作漫画に登場し、ノンケロンの1人で、過去にケロン軍に在籍していた事が明かされた。
ドルル
声 - ルー大柴
全身を火器銃器で武装した冷酷な重装備兵。人呼んで「狂気の重装備兵」。元ケロン軍訓練兵であり、当時純粋なる破壊とも言える行動をとってすぐに除隊されたらしい。その際の事でギロロと因縁がある模様。短い単語だけを口にする。
体色は濃い青色で、帽子とお腹のマークは丸に縦線を一本加えた物になっている。両腕に機関銃をつけ、帽子の耳の部分がビーム砲になっており、さらに後頭部にはビーム砲とバーニアが付いている。最終決戦では両腕をバズーカに換装したデンドロギロロにも似たサポートユニットに搭乗したものも披露している。
初戦はギロロを圧倒するが、最終決戦にて夏美とギロロの2人に敗れてしまう。
- 訓練兵（声：高橋研二）
- アナウンス（声：増岡太郎）
- クルー（声：荻野晴朗）
- パイロット（声：前野智昭）
- 母（声：赤池裕美子）
- 女A（声：廣田詩夢）
- 女B（声：松山由紀子）
- 女C（声：日笠陽子）
- 少年（声：鉄穴大輔（角川書店））[4]
- 子供（声：長谷川健太（レタスクラブ））[4]
- 姉（声：内田優星（角川書店））[4]
- 妹（声：平野飛鳥（毎日小学生新聞））[4]

## 登場するメカ・兵器
万能兵器化飲料ナノラ
テレビシリーズでも登場する、対象物にかけるとメカへと変貌するナノマシン型飲料兵器。本作ではガンプラにかけるために出てくる。
第3のキルル
前々作『超劇場版ケロロ軍曹』や前作『超劇場版ケロロ軍曹2』にも登場する古代ケロン人の遺産・キルルの一体。古代ケロン人が地球に送り込んだとされるキルルは計三種類存在し、このキルルはそのうちの最後の型にあたる。その本体こそ本作にて地球の空に突如として現れた空中都市であり、対象者の人物像を読み取って"完全なる支配者"を生み出すというもの。劇中ではケロロのデータを読み取ってダークケロロを生み出す。
ミニダークケロロ像
ミルルが作ったダークケロロそっくりの見た目をしたミニチュア像。ダークケロロをひれ伏す洗脳電波「ヒレフセヨオーラ」を発する。浴びたものは瞳に星形が浮かび、ダークケロロの忠実な手下になってしまう。但し、ケロン人やケロン星に関する物を所持している者には効かない。
ミニクルル像
クルルそっくりのミニチュア像。上記のミニダークケロロ像に相対する兵器としてクルルとサブローが開発し、ミニダークケロロ像の電波を打ち消す（ひれ伏さない）効果がある電波「ヒレフシテランネーヨオーラ」を発する。

## スタッフ
- 原作：吉崎観音（角川書店「月刊少年エース」連載）
- 総監督：佐藤順一
- 監督・絵コンテ：山口晋
- 脚本：横谷昌宏
- 演出：山口晋、三好正人、吉村章、下田久人
- キャラクターデザイン・作画監督：追崎史敏
- メカニック設定・3Dガンダムモデル監修：石垣純哉
- 大小道具：今石進
- 作画監督：中山初絵、満仲勧、竹知仁美、糸島雅彦、小池智史
- メカ作画監督：仲盛文
- 色彩設定：中里智恵
- 美術監督：吉川洋史、田山修（旭プロダクション）
- 撮影監督：福士享
- 編集：今井大介
- 音響監督：鶴岡陽太
- 音響効果：かげやまみつる
- 音楽：鈴木さえ子
- 音楽補：掛川陽介、本澤尚之（TOMISIRO）
- 音楽プロデューサー：福田正夫（flyng DOG/JVCエンタテインメント）、大場清史（スピードスターレコーズ）、吉田隆（ウェルコミューン）、眞野昇（サンライズ音楽出版）
- 音楽制作：flyng DOG/JVCエンタテインメント、スピードスターレコーズ
- 音楽制作協力：サンライズ音楽出版、スピードスターミュージック、ハイウェーヴ、太田プロダクション
- 音楽協力：テレビ東京ミュージック、サンライズ音楽出版
- プロデューサー：渡辺啓之、大橋千恵雄
- アニメーション制作：サンライズ、ブリッジ

## 主題歌・挿入歌
主題歌「ありえないくらい奇跡」
歌：つじあやのとBEAT CRUSADERS/レーベル：SPEEDSTAR RECORDS
オープニングテーマ「ケロッ!とマーチ2008」
歌：土田晃之&柳原可奈子/作詞：もりちよこ/作曲・編曲：沢田完/レーベル：flying DOG・JVCエンタテインメント
挿入歌「燃えろ! ケロロ」
歌：土田晃之/作詞：里乃塚玲央/作曲・編曲：沢田完/レーベル：flying DOG・JVCエンタテインメント
挿入歌（BGMのみ）「翔べ! ガンダム」
作詞：井萩麟 / 作曲：渡辺岳夫

## 武者ケロ お披露目!戦国ラン星大バトル!!
『武者ケロ お披露目!戦国ラン星大バトル!!』（むしゃケロ おひろめ!せんごくランスターだいバトル!!）は、2008年3月1日に公開された短編映画。映画『超劇場版ケロロ軍曹3』の同時上映作品。上映時間は約14分。
内容は本家作品『ケロロ軍曹』の派生にあたるものであり、訓練惑星の「戦国ラン星」で悪事を働く悪者"武者ヴァイパー"を成敗するためにケロロ小隊メンバーが武者ヴァイパーたちと激闘を繰り広げるというのが主な流れとなる。本作は所謂プロローグにあたるものであり、ストーリーラストにて続きの物語が描かれることを仄めかす演出が取られている。後の本家テレビシリーズでは設定を引き継いだ続編が描かれている。

### 声の出演
- 武者ケロロ - 渡辺久美子
- タママ足軽兵 - 小桜エツ子
- ギロロ浪人 - 中田譲治
- クルル藪医 - 子安武人
- ドロロ頭領 - 草尾毅
- おモア - 能登麻美子
- 武者ヴァイパー - 飛田展男
- 村娘 - 羽月理恵、三宅麻理恵、清水育子
- 高官 - 土門仁
- 村人 - 高橋研二、大原崇、飯田浩志
- 語り部 - 藤原啓治

### スタッフ（武者ケロ）
- 原作：吉崎観音（角川書店「月刊少年エース」連載）
- 監督・脚本・絵コンテ：近藤信宏
- 演出：米田和博
- キャラクターデザイン：糸島雅彦
- からくりデザイン：今石進
- 作画監督：松下浩美（スタジオびゅうん）
- 色彩設定：舟田圭一
- 美術監督：田尻健一
- 撮影監督：後藤健男
- 編集：今井大介
- 音響監督：鶴岡陽太
- アニメーション制作：サンライズ、ブリッジ

### 主題歌
「天下無敵のエクササイズ」
歌：藤崎マーケット / 作詞：田中秀典 / 作曲：磯崎健史 / 編曲：飛内将大 / レーベル：よしもとR and C

### DVD・デジタル配信について
本作は『超劇場版3』の通常版・豪華版のDVDに収録されている一方、レンタル版には収録されていない。ただし、レンタル者向けのために前作の短編映画とのセット品「超劇場版ケロロ軍曹 ショートストーリー けろケロ報告」がレンタルオリジナル品として存在している。デジタル配信では『超劇場版3』の開始直前に本作が配信されるシステムになっているため、『超劇場版ケロロ軍曹3』を購入していれば本作も視聴可能となる。

## 備考
- 原作163話に、ダークケロロとほぼ同じデザインのケロロ大軍曹というキャラクターが登場。ただし、こちらは、「支配者（エンペラー）プログラム」によりケロロ自身が変貌した姿である。
- 原作249話では、ナスカの地上絵を元にした話という点も兼ねて、コンドルの地上絵がナスカの姿になっている。
- 前作以上に過去とのつながりが多く、過去2作に関した発言や前作で登場したお姫様衣装に全員が着替えるシーン（冬樹のみ本作オリジナル）が存在する。